# Giboulées conjugales
Pour plus de détails, voir Fiche technique et Distribution.
Giboulées conjugales (The First Year) est un film américain de comédie réalisé par Frank Borzage et sorti en 1926.

## Synopsis
Le film présente les démêlés d'un jeune couple lors de leur première année de mariage et notamment le dîner prévu pour aider le mari dans ses affaires, qui va s'avérer être le cadre de diverses péripéties.

## Fiche technique
- Titre original : The First Year
- Titre français : Giboulées conjugales
- Réalisation : Frank Borzage
- Scénario : Frances Marion, d'après la pièce éponyme de Frank Craven
- Photographie : Chester Lyons
- Production exécutive : William Fox
- Société de production : Fox Film Corporation
- Société de distribution : Fox Film Corporation
- Pays d’origine :  États-Unis
- Langue : anglais
- Format : Noir et blanc - 35 mm - 1,37:1 - Muet
- Genre : comédie
- Durée : 75 minutes (6 bobines)
- Dates de sortie :
  - États-Unis : 24 janvier 1926
  - France : 14 octobre 2019 (Festival Lumière)

## Distribution
- Matt Moore : Tommy Tucker
- Katherine Perry : Grace Livingston
- John Patrick : Dick Loring
- Frank Currier : Dr Livingston
- Frank Cooley : M. Livingston
- Virginia Madison : Mme Livingston
- Carolynne Snowden : Hattie
- J. Farrell MacDonald : M. Barstow